# 1077
Високе Середньовіччя •  Золота доба ісламу •  Реконкіста •  Київська Русь

## Геополітична ситуація
Візантію очолює Михайло VII. Генріх IV є королем Німеччини, а Філіп I — королем Франції.
Апеннінський півострів розділений між численними державами: північ належить Священній Римській імперії, середню частину займає Папська область, південна частина півострова окупована норманами. Деякі міста півночі: Венеція, Генуя, мають статус міст-республік.
Південь Піренейського півострова займають численні емірати, що утворилися після розпаду Кордовського халіфату. Північну частину півострова займають християнські Кастилія, Леон (Астурія, Галісія), Наварра, Арагон та Барселона. Вільгельм Завойовник є королем Англії, Олаф III — королем Норвегії, а Гаральд III М'який — Данії.
У Київській Русі на престол повернувся Ізяслав Ярославич. Королем Польщі є Болеслав II Сміливий. Хорватію очолює Дмитар Звонімир. На чолі королівства Угорщина став Ласло I.
Аббасидський халіфат очолює аль-Муктаді під патронатом сельджуків, які окупували Персію, в Єгипті владу утримують Фатіміди, у Магрибі панують Альморавіди, у Середній Азії правлять Караханіди, Газневіди втримують частину Індії. У Китаї продовжується правління династії Сун. Значною державою в Індії є Чола. В Японії триває період Хей'ан.

## Події
- Польський король Болеслав II Сміливий допоміг князю Ізяславу Ярославичу повернути Київ, змістивши брата, Всеволода Ярославича.
- Король Німеччини Генріх IV здійснив ходіння в Каноссу — покаяння перед папою римським Григорієм VII. Григорій VII зняв з короля відлучення від церкви.
- Триває боротьба за інвеституру. Намагаючись заручитися підтримкою папа Григорій VII та німецький король Генріх IV роздають землі: Генріх віддав Фріулі патріарху Апулеї, папа римський віддав Корсику єпископу Пізи. У Фріулі утворено парламент.
- Герцогство Беневентське стало папським володінням.
- Син Вільгельма Завойовника Роберт Куртгез підняв проти батька бунт у Нормандії.
- Засновано південнослов'янське князівство Дуклю.
- Сельджуки захопили у Візантії Нікею. Утворився Румський султанат на чолі з Сулейманом ібн Кутульмишем.
- Хорезм визнав себе васалом сельджуків.

## Мистецтво
- Створено гобелен з Байо.